# Космос 99
„Космос 99“ е един от близо 2400-те съветски изкуствени спътници, изстреляни по Програма Космос.
Космос 99 е изстрелян от космодрума Тюратам, Байконур, СССР, на 10 декември 1965. Ракетата-носител е „Р-7 Семьорка“ (на руски: Семёрка) [8К71, код по НАТО -(SS-6 Sapwood)] отвежда спътника в орбита около Земята. Масата на сателита при изстрелаването е 4730 килограма.
„Космос 99“ е бил разузнавателен спътник.